# Unión Central
O Club Unión Tarija é um clube de futebol boliviano sediado na cidade de Tarija. Fundado em 8 de abril de 1980 como Club Unión Central, disputa atualmente o campeonato da Asociación Tarijeña de Fútbol. Manda seus jogos no Estádio IV Centenário, como capacidade para 15.000 espectadores. 
Após 8 anos disputando a Liga de Fútbol Profesional Boliviano, foi rebaixado em 2006. Em 2008, uma dívida com o zagueiro colombiano Diego Mosorongo causou a perda de 3 pontos na classificação da primeira divisão da ATF e o clube foi ameaçado de rebaixamento caso a dívida não fosse paga. Como não havia nenhum interessado no pagamento, decidiu-se que o Unión Central fosse refundado como Unión Tarija em 2009.
Possui uma rivalidade com o Ciclón, com quem disputa o Clásico Chapaco.